# Aeroklub Śląski
Aeroklub Śląski – organizacja lotnicza będąca oddziałem regionalnym Aeroklubu Polskiego. Aeroklub powstał z połączenia Klubu Pilotów Województwa Śląskiego i Lotniczej Kadry Kolejowej w Katowicach 12 grudnia 1930 roku, rejestracja nastąpiła rok później wraz z przyłączeniem się do niej Śląskiego Klubu Lotnictwa Żaglowego. Po wojnie 6 grudnia 1945 roku reaktywowano działalność organizacji. Z Aeroklubu Śląskiego wywodzi się szybowcowy mistrz świata w klasie otwartej z 1963 roku i wicemistrz z 1960 roku, Edward Makula.